# Martin Genahl
Martin Genahl (* 1968 in Stockerau) ist ein österreichischer Schriftsteller und Komponist.
Genahl studierte 1985 bis 1989 Komposition bei  Rüdiger Seitz in Wien. Er setzte seine Ausbildung von 1989 bis 1995 am Institut für Musikwissenschaft und am Institut für Numismatik der Universität Wien fort. Von 1995 bis 2001 absolvierte er ein Doktoratsstudium in den Fächern Musikwissenschaft und Numismatik und studierte außerdem Theaterwissenschaft. Seit 1989 ist Genahl als freischaffender Komponist tätig. Daneben verfasste er auch Romane (Der Münzmeister, 2011; Der Tag, an dem es Kapitalisten regnete, 2014; Die Chiffren des Schäfers, 2018), Kurzgeschichten, Theaterstücke, Hörspiele und Libretti.